# Lev Knipper

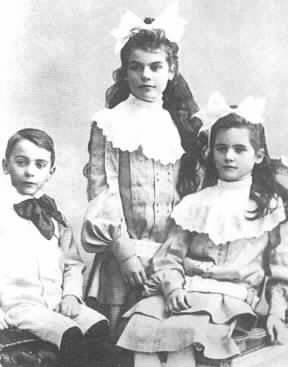
Olga Constantinovna Knipper, fotografie din secolul 19

Lev Konstantinovici Knipper (în rusă Лев Константинович Книппер, n. 3 decembrie 1898, Tbilisi, Imperiul Rus – d. 30 iulie 1974, Moscova, RSFS Rusă, URSS) a fost un compozitor sovietic parțial de origine germană și un agent activ al OGPU - NKVD (poliția secretă sovietică).

## Viața și cariera
Lev Knipper a fost nepotul actriței Olga Knipper (soția lui Anton Cehov). Sora lui mai mare, Olga Cehova, a devenit, de asemenea, actriță și s-a căsătorit cu Mihail Cehov.
În timpul Războiului Civil Rus a luptat în Armata Albă și a părăsit Rusia împreună cu restul armatelor baronului Vranghel în 1920. La întoarcerea din exil în 1922 a fost recrutat de departamentul extern al OGPU. Nu există nici o dovadă că el l-ar fi denunțat  pe vreunul dintre colegii săi compozitori sau muzicieni în timpul perioadelor de represiune.
A studiat muzica la Moscova cu Reinhold Glière și a urmat Școala de Muzică Gnessin. În anii 1920 a lucrat la Teatrul de Artă din Moscova cu Vladimir Nemirovici-Dancenko și cu Konstantin Stanislavski. A fost în vacanță în Buriatia.
El a scris Simfonia a IV-a în 1934, care includea faimosul cântec Poliușko Pol, cu versuri (dedicate lui Kliment Voroșilov) scrise de Victor Gusev. Acel cântec a devenit unul dintre cântecele de marș ale Corului Armatei Roșii. Knipper nu a suferit de pe urma atacurilor lui Andrei Jdanov, care i-a cenzurat pe alți compozitori.
Potrivit documentelor secrete dezarhivate în 2008, în timpul celui de-al Doilea Război Mondial a existat în URSS un plan secret conceput de Kremlin în cazul în care Moscova va cădea în mâinile naziștilor. Balerinele și acrobații de circ urmau să fie înarmați cu grenade și pistoale și aveau misiunea de a-i asasina pe generalii germani cu ocazia concertelor și altor festivități organizate după preluarea orașului. Lev Knipper a fost însărcinat cu uciderea lui Hitler dacă ar fi avut ocazia să se apropie de el.
Knipper a fost prolific. El a scris 5 opere (inclusiv unul despre Micul prinț), 20 de simfonii, balete, piese pentru pian și muzică de film. A studiat, de asemenea, etnomuzicologia din republicile aflate în Asia Centrală și a făcut cercetări cu privire la muzica populară din Turkmenistan, Kârgâzstan și Tadjikistan.
Una dintre cele mai renumite compoziții ale sale este Полюшко-поле (Poliușko-pole), cunoscută sub numele de „Poienile” și numită, de asemenea, „Cântecul câmpiilor”.

## Listă de simfonii
- Simfonia nr. 1 în 4 părți, Op. 13 (1926) - dedicată Olgăi Knipper
- Simfonia nr. 2, Op. 30 (1929)
- Simfonia nr. 3 "Far Est", Op. 32 (1932) - poezie de Viktor Gusev
- Sinfonietta, Op. 33 (1932)
- Simfonia nr. 4 „Poem pentru luptătorii Comsomolului” (1934, rev. 1966) - poezie de Viktor Gusev
- Simfonia nr. 5 (1935)
- Simfonia nr. 6, Op. 47 (1936)
- Simfonia nr. 7 "Militară" în 3 părți (1938)
- Simfonia nr. 8 în 3 mișcări (1941)
- Simfonia nr. 9 în 4 mișcări (1944-1945)
- Simfonia nr. 10 în 4 mișcări (1946) - dedicată lui Nikolai Miaskovski
- Simfonia nr. 11 în 4 mișcări (1949)
- Simfonia nr. 12 în 3 părți (1950)
- Simfonia nr. 13 în 4 părți (1951-1952) - dedicată lui Nikolai Miaskovski
- Sinfonietta în 4 mișcări (1952)
- Simfonia în 4 mișcări (1954)
- Simfonia nr. 14 pentru orchestră de coarde în 4 părți (1961-1962)
- Simfonia nr. 15 (1962)
- Simfonia nr. 16 (1962-1969)
- Simfonia nr. 17 din 3 mișcări (1969-1970)
- Simfonia nr. 18 (1970-1971)
- Sinfonietta pentru orchestră de coarde în 4 mișcări (1971-1972)
- Simfonia nr. 20 în 3 părți (1972)
- Simfonia nr 21 "Dansuri" în 5 părți (1972)

## Concerte
- Vioară
  - Concertul pentru vioară nr. 1 (1944)
  - Concertul pentru vioară nr. 2 (1965)
  - Concertul pentru vioară nr. 3 (1967)
- Violoncel
  - Concertul-Monolog pentru violoncel, șapte instrumente de alamă și timpan (1962)
  - Concertul pentru violoncel nr. 1 (1962)
  - Saga pentru violoncel, cor și orchestră (1963)
  - Concertul-Poem pentru violoncel și orchestră de cameră (1971)
  - Concertul pentru violoncel nr. 2 (1972)
- Alte
  - Concert pentru cvartet de coarde și orchestră (1963)
  - Concert pentru clarinet (1966)
  - Concert pentru oboi (1967)
  - Concert dublu pentru trompetă și fagot (1967)
  - Concert pentru fagot (1969)

## Premii și distincții
- Ordinul Insigna de Onoare
- Premiul Stalin - 1946 și 1949
- Artist al Poporului din RSFSR - 1974